# نتایج تیم ملی فوتبال زنان ایران
تیم ملی فوتبال زنان ایران تیم ملی فوتبال زنانی است که به نمایندگی از کشور ایران در بازی‌های بین‌المللی شرکت می‌کند. این تیم زیر نظر فدراسیون فوتبال جمهوری اسلامی ایران فعالیت می‌کند. نتایج تیم ملی فوتبال زنان ایران در مسابقات رسمی بین‌المللی به شرح زیر است:
|  | برد   |
|  | تساوی |
|  | باخت  |
|  |       |

### دهه ۲۰۰۰
| #  | زمان      | حریف     | نتیجه | گل   | محل برگزاری           | رقابت                    |
| -- | --------- | -------- | ----- | ---- | --------------------- | ------------------------ |
| ۱  | ۲۳-Sep-۰۵ | سوریه    | W     | ۵–۰  | امان، اردن            | ۲۰۰۵ WAFF Championship   |
| ۲  | ۲۷-Sep-۰۵ | بحرین    | W     | ۷–۰  | امان، اردن            | ۲۰۰۵ WAFF Championship   |
| ۳  | ۲۹-Sep-۰۵ | فلسطین   | W     | ۷–۰  | امان، اردن            | ۲۰۰۵ WAFF Championship   |
| ۴  | ۰۱-Oct-۰۵ | اردن     | L     | ۱–۲  | امان، اردن            | ۲۰۰۵ WAFF Championship   |
| ۵  | ۱۲-Aug-۰۷ | اردن     | W     | ۳–۲  | تهران، ایران          | دوستانه                  |
| ۶  | ۱۴-Aug-۰۷ | اردن     | W     | ۳–۲  | تهران، ایران          | دوستانه                  |
| ۷  | ۰۳-Sep-۰۷ | سوریه    | W     | ۱۳–۰ | امان، اردن            | ۲۰۰۷ WAFF Championship   |
| ۸  | ۰۵-Sep-۰۷ | لبنان    | W     | ۳–۰  | امان، اردن            | ۲۰۰۷ WAFF Championship   |
| ۹  | ۰۷-Sep-۰۷ | اردن     | L     | ۱–۲  | امان، اردن            | ۲۰۰۷ WAFF Championship   |
| ۱۰ | ۲۰-Oct-۰۷ | هند      | L     | ۱–۳  | دهلی نو، هند          | ۲۰۰۸ Asian Cup Qualifier |
| ۱۱ | ۲۷-Oct-۰۷ | هند      | W     | ۴–۱  | تهران، ایران          | ۲۰۰۸ Asian Cup Qualifier |
| ۱۲ | ۲۴-Mar-۰۸ | ویتنام   | L     | ۱–۴  | هوشی‌مین (شهر), ویتنام | ۲۰۰۸ Asian Cup Qualifier |
| ۱۳ | ۲۶-Mar-۰۸ | برمه     | L     | ۱–۲  | هوشی‌مین (شهر), ویتنام | ۲۰۰۸ Asian Cup Qualifier |
| ۱۴ | ۲۸-Mar-۰۸ | تایوان   | W     | ۳–۲  | هوشی‌مین (شهر), ویتنام | ۲۰۰۸ Asian Cup Qualifier |
| ۱۵ | ۰۶-Jul-۰۹ | ازبکستان | L     | ۱–۴  | بانکوک، تایلند        | ۲۰۱۰ Asian Cup Qualifier |
| ۱۶ | ۰۸-Jul-۰۹ | تایلند   | L     | ۱–۸  | بانکوک، تایلند        | ۲۰۱۰ Asian Cup Qualifier |

### دهه ۲۰۱۰
| #  | زمان       | حریف              | نتیجه | گل  | محل برگزاری               | رقابت                         |
| -- | ---------- | ----------------- | ----- | --- | ------------------------- | ----------------------------- |
| ۱۷ | ۲۲-Feb-۱۰  | بحرین             | L     | ۰–۱ | ابوظبی، امارات متحده عربی | ۲۰۱۰ WAFF Championship        |
| ۱۸ | ۲۴-Feb-۱۰  | اردن              | L     | ۰–۴ | ابوظبی، امارات متحده عربی | ۲۰۱۰ WAFF Championship        |
| ۱۹ | ۰۸-Mar-۱۱  | فلسطین            | W     | ۴–۰ | زرقاء، اردن               | ۲۰۱۲ Olympic Games Qualifier  |
| ۲۰ | ۱۰-Mar-۱۱  | اردن              | D     | ۱–۱ | زرقاء، اردن               | ۲۰۱۲ Olympic Games Qualifier  |
| ۲۱ | ۱۲-Mar-۱۱  | بحرین             | W     | ۲–۰ | زرقاء، اردن               | ۲۰۱۲ Olympic Games Qualifier  |
| ۲۲ | ۰۳-Jun-۱۱  | اردن              | L     | ۰–۳ | امان، اردن                | ۲۰۱۲ Olympic Games Qualifier  |
| ۲۳ | ۰۵-Jun-۱۱  | ویتنام            | L     | ۰–۳ | امان، اردن                | ۲۰۱۲ Olympic Games Qualifier  |
| ۲۴ | ۰۷-Jun-۱۱  | تایلند            | L     | ۰–۳ | امان، اردن                | ۲۰۱۲ Olympic Games Qualifier  |
| ۲۵ | ۱۲-Jun-۱۱  | ازبکستان          | L     | ۰–۳ | امان، اردن                | ۲۰۱۲ Olympic Games Qualifier  |
| ۲۶ | ۰۴-Oct-۱۱  | لبنان             | W     | ۸–۱ | ابوظبی، امارات متحده عربی | ۲۰۱۱ WAFF Championship        |
|    | ۰۶-Oct-۱۱  | امارات متحدهٔ عربی | W     | ۴–۱ | ابوظبی، امارات متحده عربی | ۲۰۱۱ WAFF Championship        |
| ۲۷ | ۰۸-Oct-۱۱  | سوریه             | W     | ۴–۱ | ابوظبی، امارات متحده عربی | ۲۰۱۱ WAFF Championship        |
| ۲۸ | ۱۰-Oct-۱۱  | اردن              | W     | ۳–۲ | ابوظبی، امارات متحده عربی | ۲۰۱۱ WAFF Championship        |
|    | ۱۲-Oct-۱۱  | امارات متحدهٔ عربی | D     | ۲–۲ | ابوظبی، امارات متحده عربی | ۲۰۱۱ WAFF Championship        |
| ۲۹ | ۱۱-Feb-۱۳  | اردن              | W     | ۲–۱ | تهران، ایران              | دوستانه                       |
| ۳۰ | ۱۳-Feb-۱۳  | اردن              | W     | ۲–۰ | تهران، ایران              | دوستانه                       |
| ۳۱ | ۲۱-May-۱۳  | فیلیپین           | L     | ۰–۶ | داکا، بنگلادش             | ۲۰۱۴ Asian Cup Qualifier      |
| ۳۲ | ۲۳-May-۱۳  | بنگلادش           | W     | ۲–۰ | داکا، بنگلادش             | ۲۰۱۴ Asian Cup Qualifier      |
| ۳۳ | ۲۵-May-۱۳  | تایلند            | L     | ۱–۵ | داکا، بنگلادش             | ۲۰۱۴ Asian Cup Qualifier      |
| ۳۴ | ۰۸-Feb-۱۵  | ازبکستان          | L     | ۰–۱ | تهران، ایران              | دوستانه                       |
|    | ۱۲-Feb-۱۵  | ازبکستان          | D     | ۰–۰ | تهران، ایران              | دوستانه                       |
| ۳۵ | ۲۲-Mar-۱۵  | لائوس             | W     | ۵–۱ | تایپه، تایوان             | ۲۰۱۶ Olympic Games Qualifier  |
| ۳۶ | ۲ ۴-Mar-۱۵ | تایوان            | L     | ۰–۱ | تایپه، تایوان             | ۲ ۰۱۶ Olympic Games Qualifier |

## تمام رکوردها
| تیم      | Pld | W  | D | L  | GF | GA | GD  |
| -------- | --- | -- | - | -- | -- | -- | --- |
| بحرین    | ۳   | ۲  | ۰ | ۱  | ۹  | ۱  | +۸  |
| بنگلادش  | ۱   | ۱  | ۰ | ۰  | ۲  | ۰  | +۲  |
| تایوان   | ۲   | ۱  | ۰ | ۱  | ۳  | ۳  | ۰   |
| هند      | ۲   | ۱  | ۰ | ۱  | ۵  | ۴  | +۱  |
| اردن     | ۱۰  | ۵  | ۱ | ۴  | ۱۶ | ۱۹ | −۳  |
| لائوس    | ۱   | ۱  | ۰ | ۰  | ۵  | ۱  | +۴  |
| لبنان    | ۲   | ۲  | ۰ | ۰  | ۱۱ | ۱  | +۱۰ |
| برمه     | ۱   | ۰  | ۰ | ۱  | ۱  | ۲  | −۱  |
| فلسطین   | ۲   | ۲  | ۰ | ۰  | ۱۱ | ۰  | +۱۱ |
| فیلیپین  | ۱   | ۰  | ۰ | ۱  | ۰  | ۶  | −۶  |
| سوریه    | ۳   | ۳  | ۰ | ۰  | ۲۲ | ۱  | +۲۱ |
| تایلند   | ۳   | ۰  | ۰ | ۳  | ۲  | ۱۶ | −۱۴ |
| ازبکستان | ۳   | ۰  | ۰ | ۳  | ۱  | ۸  | −۷  |
| ویتنام   | ۲   | ۰  | ۰ | ۲  | ۱  | ۷  | −۶  |
| جمع      | ۳۶  | ۱۸ | ۱ | ۱۷ | ۸۹ | ۶۹ | +۲۰ |